# Кубок России по кёрлингу среди смешанных команд 2011
Кубок России по кёрлингу среди смешанных команд 2011 (Кубок России по кёрлингу в дисциплине микст 2011) проводился с 30 августа по 2 сентября 2011 года в городе Дмитров (Московская область) на арене „Центр фигурного катания и кёрлинга МУ СК «Дмитров»“. Турнир проводился в 4-й раз.
В турнире приняло участие 15 команд.
Обладателями Кубка стала команда «ЭШВСМ „Москвич“-1» (Москва, скип Александр Кириков), победившая в финале команду «ЭШВСМ „Москвич“-1» (Москва, скип Роман Кутузов). Третье место заняла команда «Альбатрос» (Калининград, скип Ольга Жаркова).

## Формат соревнований
Команды разбиваются на 3 группы (A, B, C) по 5 команд, где играют друг с другом по круговой системе в один круг. На групповом этапе командам начисляются очки: за победу — 3 очка, за поражение — 1 очко, за неявку на игру — 0 очков. При одинаковом количестве побед (набранных очков) команды ранжируются следующим образом: основным показателем для выхода команды из подгруппы является сумма набранных очков; в случае равенства очков у двух команд их ранжирование осуществляется по результату личной встречи между ними; в случае равенства очков у трех и более команд их ранжирование осуществляется по сумме тестовых бросков в дом (англ. Draw Shot Challenge, DSC, в сантиметрах, команда с меньшей суммой занимает более высокое место).
Затем 8 команд (6 команд, занявшие в группах 1-е и 2-е места, и еще 2 команды из занявших в группах 3-е места, с лучшими показателями по сумме тестовых бросков в дом, DSC) выходят во второй этап, плей-офф, где играют по олимпийской системе: четвертьфиналы, полуфиналы, матч за 3-е место и финал.
В итоговой классификации команды, в плей-офф проигравшие в четвертьфиналах, ранжируются по DSC на 5—8 места; команды, не вышедшие в плей-офф — по месту, занятому в группе, и между командами, занявшими одинаковые места в группах — по DSC.
Время начала матчей указано по местному времени (UTC+3).

## Составы команд
| Команда                      | Четвёртый (скип)  | Третий                  | Второй             | Первый             | Запасной          |
| ---------------------------- | ----------------- | ----------------------- | ------------------ | ------------------ | ----------------- |
| Альбатрос (Калининград)      | Ольга Жаркова     | Виталий Карпинский      | Алиса Трегуб       | Леонид Ривкинд     |                   |
| Дмитров-1                    | Алексей Куликов   | Марина Вдовина          | Александр Ерёмин   | Дарья Морозова     |                   |
| Дмитров-2                    | Ксения Шевчук     | Алексей Тузов           | Ольга Котельникова | Александр Чистов   | Дарья Стёксова    |
| Москва                       | Алина Биктимирова | Александр Челышев       | Валерия Шелкова    | Игорь Сетдеков     |                   |
| Москвич-1 (Москва)           | Маргарита Фомина  | Евгений Архипов         | Екатерина Антонова | Сергей Манулычев   |                   |
| Москвич-2 (Москва)           | Вадим Стебаков    | Надежда Лепезина        | Евгений Тавыриков  | Александра Саитова |                   |
| Московская область (Дмитров) | Алексей Горюнов   | Анна Грецкая            | Дмитрий Тараканов  | Татьяна Лукина     | Юлия Сторожева    |
| Санкт-Петербург-1            | Яна Некрасова     | Александр Орлов         | Мария Дуюнова      | Иван Уледев        | Виктория Моисеева |
| Санкт-Петербург-2            | Артур Ражабов     | Алина Ковалёва          | Пётр Дрон          | Юлия Задорожная    |                   |
| Санкт-Петербург-3            | Оксана Гертова    | Александр Крушельницкий | Оксана Глущенко    | Дмитрий Старцев    |                   |
| Санкт-Петербург-4            | Мария Рустамова   | Владислав Гончаренко    | Олеся Колесникова  | Александр Бадилин  |                   |
| Санкт-Петербург-5            | Светлана Яковлева | Илья Бадилин            | Ника Моисеева      | Виктор Воробьёв    |                   |
| ЭШВСМ «Москвич»-1 (Москва)   | Александр Кириков | Виктория Макаршина      | Вадим Школьников   | Анна Лобова        | Антон Калалб      |
| ЭШВСМ «Москвич»-2 (Москва)   | Роман Кутузов     | Кира Езех               | Вадим Раев         | Екатерина Галкина  |                   |
| Юность-Метар (Челябинск)     | Дарья Ященко      | Сергей Глухов           | Анна Кунцева       | Дмитрий Миронов    |                   |

## Групповой этап
Группа А
|    | Команда                               | А1   | А2   | А3   | А4   | А5   | В | П | О  | DSC, см | Место |
| -- | ------------------------------------- | ---- | ---- | ---- | ---- | ---- | - | - | -- | ------- | ----- |
| А1 | Санкт-Петербург-2 (Артур Ражабов)     | *    | 3:8  | 11:0 | 11:1 | 5:4  | 3 | 1 | 10 | 237,3   | 2     |
| А2 | ЭШВСМ «Москвич»-2 (Роман Кутузов)     | 8:3  | *    | 14:0 | 4:8  | 9:0  | 3 | 1 | 10 | 273,0   | 1     |
| А3 | Дмитров-2 (Ксения Шевчук)             | 0:11 | 0:14 | *    | 2:9  | 3:12 | 0 | 4 | 4  | 366,6   | 5     |
| А4 | Юность-Метар (Дарья Ященко)           | 1:11 | 8:4  | 9:2  | *    | 3:13 | 2 | 2 | 8  | 376,5   | 4     |
| А5 | Санкт-Петербург-5 (Светлана Яковлева) | 4:5  | 0:9  | 12:3 | 13:3 | *    | 2 | 2 | 8  | 287,7   | 3     |

Группа B
|    | Команда                             | B1   | B2   | B3   | B4  | B5  | В | П | О  | DSC, см | Место |
| -- | ----------------------------------- | ---- | ---- | ---- | --- | --- | - | - | -- | ------- | ----- |
| B1 | Москвич-1 (Маргарита Фомина)        | *    | 8:2  | 10:1 | 3:8 | 7:8 | 2 | 2 | 8  | 517,8   | 3     |
| B2 | Альбатрос (Ольга Жаркова)           | 2:8  | *    | 10:3 | 3:1 | 9:1 | 3 | 1 | 10 | 168,5   | 1     |
| B3 | Санкт-Петербург-4 (Мария Рустамова) | 1:10 | 3:10 | *    | 3:6 | 8:4 | 1 | 3 | 6  | 117,2   | 4     |
| B4 | Санкт-Петербург-1 (Яна Некрасова)   | 8:3  | 1:3  | 6:3  | *   | 6:4 | 3 | 1 | 10 | 147,3   | 2     |
| B5 | Дмитров-1 (Алексей Куликов)         | 8:7  | 1:9  | 4:8  | 4:6 | *   | 1 | 3 | 6  | 281,3   | 5     |

Группа C
|    | Команда                               | C1  | C2   | C3   | C4   | C5  | В | П | О  | DSC, см | Место |
| -- | ------------------------------------- | --- | ---- | ---- | ---- | --- | - | - | -- | ------- | ----- |
| C1 | ЭШВСМ «Москвич»-1 (Александр Кириков) | *   | 6:4  | 5:4  | 7:4  | 6:5 | 4 | 0 | 12 | 164,6   | 1     |
| C2 | Москвич-2 (Вадим Стебаков)            | 4:6 | *    | 7:3  | 10:4 | 3:8 | 2 | 2 | 8  | 363,1   | 2     |
| C3 | Московская область (Алексей Горюнов)  | 4:5 | 3:7  | *    | 11:2 | 7:6 | 2 | 2 | 8  | 445,8   | 3     |
| C4 | Санкт-Петербург-3 (Оксана Гертова)    | 4:7 | 4:10 | 2:11 | *    | 7:6 | 1 | 3 | 6  | 530,1   | 4     |
| C5 | Москва (Алина Биктимирова)            | 5:6 | 8:3  | 6:7  | 6:7  | *   | 1 | 3 | 6  | 149,8   | 5     |

     Проходят в плей-офф с 1-го и 2-го места
     Проходят в плей-офф с 3-го места по DSC

## Плей-офф
Четвертьфинальные пары были образованы следующим образом: команды поставлены в общий рейтинг и отранжированы по количеству очков и результатам постановочных бросков. После чего команды сыграли между собой в парах: 1—8, 2—7, 3—6 и 4—5 места.
|  | Четвертьфиналы | Четвертьфиналы                        | Четвертьфиналы                        | Четвертьфиналы                        | Четвертьфиналы                        | Четвертьфиналы                        | Четвертьфиналы                        | Четвертьфиналы                        | Четвертьфиналы                        | Четвертьфиналы                        |                                       |                                   | Полуфиналы                        | Полуфиналы                        | Полуфиналы                        | Полуфиналы                        | Полуфиналы                        | Полуфиналы                        | Полуфиналы                        | Полуфиналы        | Полуфиналы        | Полуфиналы        |                                       |                                       | Финал                                 | Финал                                 | Финал                                 | Финал                                 | Финал                                 | Финал                                 | Финал                                 | Финал                             | Финал                             | Финал |
|  |                |                                       |                                       |                                       |                                       |                                       |                                       |                                       |                                       |                                       |                                       |                                   |                                   |                                   |                                   |                                   |                                   |                                   |                                   |                   |                   |                   |                                       |                                       |                                       |                                       |                                       |                                       |                                       |                                       |                                       |                                   |                                   |       |
|  | 4 (B-2)        | Санкт-Петербург-1 (Яна Некрасова)     | Санкт-Петербург-1 (Яна Некрасова)     | Санкт-Петербург-1 (Яна Некрасова)     | Санкт-Петербург-1 (Яна Некрасова)     | Санкт-Петербург-1 (Яна Некрасова)     | Санкт-Петербург-1 (Яна Некрасова)     | Санкт-Петербург-1 (Яна Некрасова)     | Санкт-Петербург-1 (Яна Некрасова)     | 2                                     |                                       |                                   |                                   |                                   |                                   |                                   |                                   |                                   |                                   |                   |                   |                   |                                       |                                       |                                       |                                       |                                       |                                       |                                       |                                       |                                       |                                   |                                   |       |
|  | 4 (B-2)        | Санкт-Петербург-1 (Яна Некрасова)     | Санкт-Петербург-1 (Яна Некрасова)     | Санкт-Петербург-1 (Яна Некрасова)     | Санкт-Петербург-1 (Яна Некрасова)     | Санкт-Петербург-1 (Яна Некрасова)     | Санкт-Петербург-1 (Яна Некрасова)     | Санкт-Петербург-1 (Яна Некрасова)     | Санкт-Петербург-1 (Яна Некрасова)     | 2                                     |                                       |                                   |                                   |                                   |                                   |                                   |                                   |                                   |                                   |                   |                   |                   |                                       |                                       |                                       |                                       |                                       |                                       |                                       |                                       |                                       |                                   |                                   |       |
|  | 5 (A-2)        | Санкт-Петербург-2 (Артур Ражабов)     | Санкт-Петербург-2 (Артур Ражабов)     | Санкт-Петербург-2 (Артур Ражабов)     | Санкт-Петербург-2 (Артур Ражабов)     | Санкт-Петербург-2 (Артур Ражабов)     | Санкт-Петербург-2 (Артур Ражабов)     | Санкт-Петербург-2 (Артур Ражабов)     | Санкт-Петербург-2 (Артур Ражабов)     | 6                                     |                                       |                                   |                                   |                                   |                                   |                                   |                                   |                                   |                                   |                   |                   |                   |                                       |                                       |                                       |                                       |                                       |                                       |                                       |                                       |                                       |                                   |                                   |       |
|  | 5 (A-2)        | Санкт-Петербург-2 (Артур Ражабов)     | Санкт-Петербург-2 (Артур Ражабов)     | Санкт-Петербург-2 (Артур Ражабов)     | Санкт-Петербург-2 (Артур Ражабов)     | Санкт-Петербург-2 (Артур Ражабов)     | Санкт-Петербург-2 (Артур Ражабов)     | Санкт-Петербург-2 (Артур Ражабов)     | Санкт-Петербург-2 (Артур Ражабов)     | 6                                     | Санкт-Петербург-2 (Артур Ражабов)     | Санкт-Петербург-2 (Артур Ражабов) | Санкт-Петербург-2 (Артур Ражабов) | Санкт-Петербург-2 (Артур Ражабов) | Санкт-Петербург-2 (Артур Ражабов) | Санкт-Петербург-2 (Артур Ражабов) | Санкт-Петербург-2 (Артур Ражабов) | Санкт-Петербург-2 (Артур Ражабов) | Санкт-Петербург-2 (Артур Ражабов) | 5                 |                   |                   |                                       |                                       |                                       |                                       |                                       |                                       |                                       |                                       |                                       |                                   |                                   |       |
|  |                |                                       |                                       |                                       |                                       |                                       |                                       |                                       |                                       |                                       | Санкт-Петербург-2 (Артур Ражабов)     | Санкт-Петербург-2 (Артур Ражабов) | Санкт-Петербург-2 (Артур Ражабов) | Санкт-Петербург-2 (Артур Ражабов) | Санкт-Петербург-2 (Артур Ражабов) | Санкт-Петербург-2 (Артур Ражабов) | Санкт-Петербург-2 (Артур Ражабов) | Санкт-Петербург-2 (Артур Ражабов) | Санкт-Петербург-2 (Артур Ражабов) | 5                 |                   |                   |                                       |                                       |                                       |                                       |                                       |                                       |                                       |                                       |                                       |                                   |                                   |       |
|  |                |                                       | ЭШВСМ «Москвич»-1 (Александр Кириков) | ЭШВСМ «Москвич»-1 (Александр Кириков) | ЭШВСМ «Москвич»-1 (Александр Кириков) | ЭШВСМ «Москвич»-1 (Александр Кириков) | ЭШВСМ «Москвич»-1 (Александр Кириков) | ЭШВСМ «Москвич»-1 (Александр Кириков) | ЭШВСМ «Москвич»-1 (Александр Кириков) | ЭШВСМ «Москвич»-1 (Александр Кириков) | ЭШВСМ «Москвич»-1 (Александр Кириков) | 7                                 |                                   |                                   |                                   |                                   |                                   |                                   |                                   |                   |                   |                   |                                       |                                       |                                       |                                       |                                       |                                       |                                       |                                       |                                       |                                   |                                   |       |
|  | 1 (C-1)        | ЭШВСМ «Москвич»-1 (Александр Кириков) | ЭШВСМ «Москвич»-1 (Александр Кириков) | ЭШВСМ «Москвич»-1 (Александр Кириков) | ЭШВСМ «Москвич»-1 (Александр Кириков) | ЭШВСМ «Москвич»-1 (Александр Кириков) | ЭШВСМ «Москвич»-1 (Александр Кириков) | ЭШВСМ «Москвич»-1 (Александр Кириков) | ЭШВСМ «Москвич»-1 (Александр Кириков) | ЭШВСМ «Москвич»-1 (Александр Кириков) | ЭШВСМ «Москвич»-1 (Александр Кириков) | 7                                 | 9                                 |                                   |                                   |                                   |                                   |                                   |                                   |                   |                   |                   |                                       |                                       |                                       |                                       |                                       |                                       |                                       |                                       |                                       |                                   |                                   |       |
|  | 1 (C-1)        | ЭШВСМ «Москвич»-1 (Александр Кириков) | ЭШВСМ «Москвич»-1 (Александр Кириков) | ЭШВСМ «Москвич»-1 (Александр Кириков) | ЭШВСМ «Москвич»-1 (Александр Кириков) | ЭШВСМ «Москвич»-1 (Александр Кириков) | ЭШВСМ «Москвич»-1 (Александр Кириков) | ЭШВСМ «Москвич»-1 (Александр Кириков) | ЭШВСМ «Москвич»-1 (Александр Кириков) |                                       |                                       |                                   | 9                                 |                                   |                                   |                                   |                                   |                                   |                                   |                   |                   |                   |                                       |                                       |                                       |                                       |                                       |                                       |                                       |                                       |                                       |                                   |                                   |       |
|  | 8 (C-3)        | Московская область (Алексей Горюнов)  | Московская область (Алексей Горюнов)  | Московская область (Алексей Горюнов)  | Московская область (Алексей Горюнов)  | Московская область (Алексей Горюнов)  | Московская область (Алексей Горюнов)  | Московская область (Алексей Горюнов)  | Московская область (Алексей Горюнов)  | 0                                     |                                       |                                   |                                   |                                   |                                   |                                   |                                   |                                   |                                   |                   |                   |                   |                                       |                                       |                                       |                                       |                                       |                                       |                                       |                                       |                                       |                                   |                                   |       |
|  | 8 (C-3)        | Московская область (Алексей Горюнов)  | Московская область (Алексей Горюнов)  | Московская область (Алексей Горюнов)  | Московская область (Алексей Горюнов)  | Московская область (Алексей Горюнов)  | Московская область (Алексей Горюнов)  | Московская область (Алексей Горюнов)  | Московская область (Алексей Горюнов)  | 0                                     |                                       |                                   |                                   |                                   |                                   |                                   |                                   |                                   |                                   |                   |                   |                   | ЭШВСМ «Москвич»-1 (Александр Кириков) | ЭШВСМ «Москвич»-1 (Александр Кириков) | ЭШВСМ «Москвич»-1 (Александр Кириков) | ЭШВСМ «Москвич»-1 (Александр Кириков) | ЭШВСМ «Москвич»-1 (Александр Кириков) | ЭШВСМ «Москвич»-1 (Александр Кириков) | ЭШВСМ «Москвич»-1 (Александр Кириков) | ЭШВСМ «Москвич»-1 (Александр Кириков) | ЭШВСМ «Москвич»-1 (Александр Кириков) | 8                                 |                                   |       |
|  |                |                                       |                                       |                                       |                                       |                                       |                                       |                                       |                                       |                                       |                                       |                                   |                                   |                                   |                                   |                                   |                                   |                                   |                                   |                   |                   |                   | ЭШВСМ «Москвич»-1 (Александр Кириков) | ЭШВСМ «Москвич»-1 (Александр Кириков) | ЭШВСМ «Москвич»-1 (Александр Кириков) | ЭШВСМ «Москвич»-1 (Александр Кириков) | ЭШВСМ «Москвич»-1 (Александр Кириков) | ЭШВСМ «Москвич»-1 (Александр Кириков) | ЭШВСМ «Москвич»-1 (Александр Кириков) | ЭШВСМ «Москвич»-1 (Александр Кириков) | ЭШВСМ «Москвич»-1 (Александр Кириков) | 8                                 |                                   |       |
|  |                |                                       | ЭШВСМ «Москвич»-2 (Роман Кутузов)     | ЭШВСМ «Москвич»-2 (Роман Кутузов)     | ЭШВСМ «Москвич»-2 (Роман Кутузов)     | ЭШВСМ «Москвич»-2 (Роман Кутузов)     | ЭШВСМ «Москвич»-2 (Роман Кутузов)     | ЭШВСМ «Москвич»-2 (Роман Кутузов)     | ЭШВСМ «Москвич»-2 (Роман Кутузов)     | ЭШВСМ «Москвич»-2 (Роман Кутузов)     | ЭШВСМ «Москвич»-2 (Роман Кутузов)     | 6                                 |                                   |                                   |                                   |                                   |                                   |                                   |                                   |                   |                   |                   |                                       |                                       |                                       |                                       |                                       |                                       |                                       |                                       |                                       |                                   |                                   |       |
|  | 3 (A-1)        | ЭШВСМ «Москвич»-2 (Роман Кутузов)     | ЭШВСМ «Москвич»-2 (Роман Кутузов)     | ЭШВСМ «Москвич»-2 (Роман Кутузов)     | ЭШВСМ «Москвич»-2 (Роман Кутузов)     | ЭШВСМ «Москвич»-2 (Роман Кутузов)     | ЭШВСМ «Москвич»-2 (Роман Кутузов)     | ЭШВСМ «Москвич»-2 (Роман Кутузов)     | ЭШВСМ «Москвич»-2 (Роман Кутузов)     | ЭШВСМ «Москвич»-2 (Роман Кутузов)     | ЭШВСМ «Москвич»-2 (Роман Кутузов)     | 6                                 | 9                                 |                                   |                                   |                                   |                                   |                                   |                                   |                   |                   |                   |                                       |                                       |                                       |                                       |                                       |                                       |                                       |                                       |                                       |                                   |                                   |       |
|  | 3 (A-1)        | ЭШВСМ «Москвич»-2 (Роман Кутузов)     | ЭШВСМ «Москвич»-2 (Роман Кутузов)     | ЭШВСМ «Москвич»-2 (Роман Кутузов)     | ЭШВСМ «Москвич»-2 (Роман Кутузов)     | ЭШВСМ «Москвич»-2 (Роман Кутузов)     | ЭШВСМ «Москвич»-2 (Роман Кутузов)     | ЭШВСМ «Москвич»-2 (Роман Кутузов)     | ЭШВСМ «Москвич»-2 (Роман Кутузов)     |                                       |                                       |                                   | 9                                 |                                   |                                   |                                   |                                   |                                   |                                   |                   |                   |                   |                                       |                                       |                                       |                                       |                                       |                                       |                                       |                                       |                                       |                                   |                                   |       |
|  | 6 (C-2)        | Москвич-2 (Вадим Стебаков)            | Москвич-2 (Вадим Стебаков)            | Москвич-2 (Вадим Стебаков)            | Москвич-2 (Вадим Стебаков)            | Москвич-2 (Вадим Стебаков)            | Москвич-2 (Вадим Стебаков)            | Москвич-2 (Вадим Стебаков)            | Москвич-2 (Вадим Стебаков)            | 3                                     |                                       |                                   |                                   |                                   |                                   |                                   |                                   |                                   |                                   |                   |                   |                   |                                       |                                       |                                       |                                       |                                       |                                       |                                       |                                       |                                       |                                   |                                   |       |
|  | 6 (C-2)        | Москвич-2 (Вадим Стебаков)            | Москвич-2 (Вадим Стебаков)            | Москвич-2 (Вадим Стебаков)            | Москвич-2 (Вадим Стебаков)            | Москвич-2 (Вадим Стебаков)            | Москвич-2 (Вадим Стебаков)            | Москвич-2 (Вадим Стебаков)            | Москвич-2 (Вадим Стебаков)            | 3                                     | ЭШВСМ «Москвич»-2 (Роман Кутузов)     | ЭШВСМ «Москвич»-2 (Роман Кутузов) | ЭШВСМ «Москвич»-2 (Роман Кутузов) | ЭШВСМ «Москвич»-2 (Роман Кутузов) | ЭШВСМ «Москвич»-2 (Роман Кутузов) | ЭШВСМ «Москвич»-2 (Роман Кутузов) | ЭШВСМ «Москвич»-2 (Роман Кутузов) | ЭШВСМ «Москвич»-2 (Роман Кутузов) | ЭШВСМ «Москвич»-2 (Роман Кутузов) | 7                 |                   |                   |                                       |                                       |                                       |                                       |                                       |                                       |                                       |                                       |                                       |                                   |                                   |       |
|  |                |                                       |                                       |                                       |                                       |                                       |                                       |                                       |                                       |                                       | ЭШВСМ «Москвич»-2 (Роман Кутузов)     | ЭШВСМ «Москвич»-2 (Роман Кутузов) | ЭШВСМ «Москвич»-2 (Роман Кутузов) | ЭШВСМ «Москвич»-2 (Роман Кутузов) | ЭШВСМ «Москвич»-2 (Роман Кутузов) | ЭШВСМ «Москвич»-2 (Роман Кутузов) | ЭШВСМ «Москвич»-2 (Роман Кутузов) | ЭШВСМ «Москвич»-2 (Роман Кутузов) | ЭШВСМ «Москвич»-2 (Роман Кутузов) | 7                 |                   |                   |                                       |                                       |                                       |                                       |                                       |                                       |                                       |                                       |                                       |                                   |                                   |       |
|  |                |                                       | Альбатрос (Ольга Жаркова)             | Альбатрос (Ольга Жаркова)             | Альбатрос (Ольга Жаркова)             | Альбатрос (Ольга Жаркова)             | Альбатрос (Ольга Жаркова)             | Альбатрос (Ольга Жаркова)             | Альбатрос (Ольга Жаркова)             | Альбатрос (Ольга Жаркова)             | Альбатрос (Ольга Жаркова)             | 3                                 |                                   |                                   |                                   |                                   |                                   |                                   |                                   |                   |                   |                   |                                       |                                       |                                       |                                       |                                       |                                       |                                       |                                       |                                       |                                   |                                   |       |
|  | 2 (B-1)        | Альбатрос (Ольга Жаркова)             | Альбатрос (Ольга Жаркова)             | Альбатрос (Ольга Жаркова)             | Альбатрос (Ольга Жаркова)             | Альбатрос (Ольга Жаркова)             | Альбатрос (Ольга Жаркова)             | Альбатрос (Ольга Жаркова)             | Альбатрос (Ольга Жаркова)             | Альбатрос (Ольга Жаркова)             | Альбатрос (Ольга Жаркова)             | 3                                 | 9                                 |                                   |                                   | Матч за 3-е место                 | Матч за 3-е место                 | Матч за 3-е место                 | Матч за 3-е место                 | Матч за 3-е место | Матч за 3-е место | Матч за 3-е место | Матч за 3-е место                     | Матч за 3-е место                     | Матч за 3-е место                     |                                       |                                       |                                       |                                       |                                       |                                       |                                   |                                   |       |
|  | 2 (B-1)        | Альбатрос (Ольга Жаркова)             | Альбатрос (Ольга Жаркова)             | Альбатрос (Ольга Жаркова)             | Альбатрос (Ольга Жаркова)             | Альбатрос (Ольга Жаркова)             | Альбатрос (Ольга Жаркова)             | Альбатрос (Ольга Жаркова)             | Альбатрос (Ольга Жаркова)             |                                       |                                       |                                   | 9                                 |                                   |                                   | Матч за 3-е место                 | Матч за 3-е место                 | Матч за 3-е место                 | Матч за 3-е место                 | Матч за 3-е место | Матч за 3-е место | Матч за 3-е место | Матч за 3-е место                     | Матч за 3-е место                     | Матч за 3-е место                     |                                       |                                       |                                       |                                       |                                       |                                       |                                   |                                   |       |
|  | 7 (A-3)        | Санкт-Петербург-5 (Светлана Яковлева) | Санкт-Петербург-5 (Светлана Яковлева) | Санкт-Петербург-5 (Светлана Яковлева) | Санкт-Петербург-5 (Светлана Яковлева) | Санкт-Петербург-5 (Светлана Яковлева) | Санкт-Петербург-5 (Светлана Яковлева) | Санкт-Петербург-5 (Светлана Яковлева) | Санкт-Петербург-5 (Светлана Яковлева) | 3                                     |                                       |                                   |                                   |                                   |                                   |                                   |                                   |                                   |                                   |                   |                   |                   |                                       |                                       |                                       |                                       |                                       |                                       |                                       |                                       |                                       |                                   |                                   |       |
|  | 7 (A-3)        | Санкт-Петербург-5 (Светлана Яковлева) | Санкт-Петербург-5 (Светлана Яковлева) | Санкт-Петербург-5 (Светлана Яковлева) | Санкт-Петербург-5 (Светлана Яковлева) | Санкт-Петербург-5 (Светлана Яковлева) | Санкт-Петербург-5 (Светлана Яковлева) | Санкт-Петербург-5 (Светлана Яковлева) | Санкт-Петербург-5 (Светлана Яковлева) | 3                                     |                                       |                                   |                                   |                                   |                                   |                                   |                                   |                                   |                                   |                   |                   |                   |                                       |                                       |                                       |                                       |                                       |                                       |                                       |                                       |                                       |                                   |                                   |       |
|  |                |                                       |                                       |                                       |                                       |                                       |                                       |                                       |                                       |                                       |                                       |                                   |                                   |                                   |                                   |                                   |                                   |                                   |                                   |                   |                   |                   |                                       |                                       | Санкт-Петербург-2 (Артур Ражабов)     | Санкт-Петербург-2 (Артур Ражабов)     | Санкт-Петербург-2 (Артур Ражабов)     | Санкт-Петербург-2 (Артур Ражабов)     | Санкт-Петербург-2 (Артур Ражабов)     | Санкт-Петербург-2 (Артур Ражабов)     | Санкт-Петербург-2 (Артур Ражабов)     | Санкт-Петербург-2 (Артур Ражабов) | Санкт-Петербург-2 (Артур Ражабов) | 3     |
|  |                |                                       |                                       |                                       |                                       |                                       |                                       |                                       |                                       |                                       |                                       |                                   |                                   |                                   |                                   |                                   |                                   |                                   |                                   |                   |                   |                   |                                       |                                       | Санкт-Петербург-2 (Артур Ражабов)     | Санкт-Петербург-2 (Артур Ражабов)     | Санкт-Петербург-2 (Артур Ражабов)     | Санкт-Петербург-2 (Артур Ражабов)     | Санкт-Петербург-2 (Артур Ражабов)     | Санкт-Петербург-2 (Артур Ражабов)     | Санкт-Петербург-2 (Артур Ражабов)     | Санкт-Петербург-2 (Артур Ражабов) | Санкт-Петербург-2 (Артур Ражабов) | 3     |
|  |                |                                       |                                       |                                       |                                       |                                       |                                       |                                       |                                       |                                       |                                       |                                   |                                   |                                   |                                   |                                   |                                   |                                   |                                   |                   |                   |                   |                                       |                                       | Альбатрос (Ольга Жаркова)             | Альбатрос (Ольга Жаркова)             | Альбатрос (Ольга Жаркова)             | Альбатрос (Ольга Жаркова)             | Альбатрос (Ольга Жаркова)             | Альбатрос (Ольга Жаркова)             | Альбатрос (Ольга Жаркова)             | Альбатрос (Ольга Жаркова)         | Альбатрос (Ольга Жаркова)         | 7     |
|  |                |                                       |                                       |                                       |                                       |                                       |                                       |                                       |                                       |                                       |                                       |                                   |                                   |                                   |                                   |                                   |                                   |                                   |                                   |                   |                   |                   |                                       |                                       | Альбатрос (Ольга Жаркова)             | Альбатрос (Ольга Жаркова)             | Альбатрос (Ольга Жаркова)             | Альбатрос (Ольга Жаркова)             | Альбатрос (Ольга Жаркова)             | Альбатрос (Ольга Жаркова)             | Альбатрос (Ольга Жаркова)             | Альбатрос (Ольга Жаркова)         | Альбатрос (Ольга Жаркова)         | 7     |

Полуфиналы. 2 сентября, 8:30
| Площадка A                            | 1 | 2 | 3 | 4 | 5 | 6 | 7 | 8 | Всего |
| ЭШВСМ «Москвич»-1 (Александр Кириков) | 0 | 3 | 0 | 1 | 0 | 0 | 1 | 2 | 7     |
| Санкт-Петербург-2 (Артур Ражабов)     | 1 | 0 | 3 | 0 | 0 | 1 | 0 | 0 | 5     |

| Площадка D                        | 1 | 2 | 3 | 4 | 5 | 6 | 7 | 8 | Всего |
| ЭШВСМ «Москвич»-2 (Роман Кутузов) | 0 | 1 | 1 | 2 | 1 | 0 | 2 | X | 7     |
| Альбатрос (Ольга Жаркова)         | 1 | 0 | 0 | 0 | 0 | 2 | 0 | X | 3     |

Матч за 3-е место. 2 сентября, 14:30
| Площадка C                        | 1 | 2 | 3 | 4 | 5 | 6 | 7 | 8 | Всего |
| Альбатрос (Ольга Жаркова)         | 1 | 1 | 0 | 4 | 0 | 1 | X | X | 7     |
| Санкт-Петербург-2 (Артур Ражабов) | 0 | 0 | 2 | 0 | 1 | 0 | X | X | 3     |

Финал. 2 сентября, 14:30
| Площадка B                            | 1 | 2 | 3 | 4 | 5 | 6 | 7 | 8 | 9 | Всего |
| ЭШВСМ «Москвич»-1 (Александр Кириков) | 0 | 0 | 0 | 2 | 2 | 0 | 1 | 1 | 2 | 8     |
| ЭШВСМ «Москвич»-2 (Роман Кутузов)     | 0 | 2 | 2 | 0 | 0 | 2 | 0 | 0 | 0 | 6     |

## Итоговая классификация
| Место | Команда (скип)                        | И | В | П | МГ | DSC, см |
| ----- | ------------------------------------- | - | - | - | -- | ------- |
| 1     | ЭШВСМ «Москвич»-1 (Александр Кириков) | 7 | 7 | 0 | 1  | 164,6   |
| 2     | ЭШВСМ «Москвич»-2 (Роман Кутузов)     | 7 | 5 | 2 | 1  | 273,0   |
| 3     | Альбатрос (Ольга Жаркова)             | 7 | 5 | 2 | 1  | 168,5   |
| 4     | Санкт-Петербург-2 (Артур Ражабов)     | 7 | 4 | 3 | 2  | 237,3   |
| 5     | Санкт-Петербург-1 (Яна Некрасова)     | 5 | 3 | 2 | 2  | 147,3   |
| 6     | Санкт-Петербург-5 (Светлана Яковлева) | 5 | 2 | 3 | 3  | 287,7   |
| 7     | Москвич-2 (Вадим Стебаков)            | 5 | 2 | 3 | 2  | 363,1   |
| 8     | Московская область (Алексей Горюнов)  | 5 | 2 | 3 | 3  | 445,8   |
| 9     | Москвич-1 (Маргарита Фомина)          | 4 | 2 | 2 | 3  | 517,8   |
| 10    | Санкт-Петербург-4 (Мария Рустамова)   | 4 | 1 | 3 | 4  | 117,2   |
| 11    | Юность-Метар (Дарья Ященко)           | 4 | 2 | 2 | 4  | 376,5   |
| 12    | Санкт-Петербург-3 (Оксана Гертова)    | 4 | 1 | 3 | 4  | 530,1   |
| 13    | Москва (Алина Биктимирова)            | 4 | 1 | 3 | 5  | 149,8   |
| 14    | Дмитров-1 (Алексей Куликов)           | 4 | 1 | 3 | 5  | 281,3   |
| 15    | Дмитров-2 (Ксения Шевчук)             | 4 | 0 | 4 | 5  | 366,6   |